# Włodzimierz Wielgat
Włodzimierz Wielgat (ur. 5 kwietnia 1927 w Brzozówce, zm. 7 grudnia 2011 w Ełku) – polski duchowny katolicki, infułat, jeden z pierwszych organizatorów diecezji ełckiej.

## Życiorys
Urodził w Brzozówce (parafia Bargłów Kościelny). 5 września 1954 roku został wyświęcony na kapłana. Był wikariuszem w parafiach diecezji łomżyńskiej, a później kolejno: wykładowcą teologii moralnej w Wyższym Seminarium Duchownym w Łomży, ojcem duchownym tegoż seminarium, rektorem (1975–1982), a następnie, po reorganizacji struktur Kościoła w Polsce inkardynował się do diecezji ełckiej, gdzie czynnie współtworzył struktury diecezjalne. U początku istnienia seminarium w Ełku, do roku 1993 pełnił obowiązki rektora, przez wiele lat był też wykładowcą teologii moralnej. Następnie w roku 1993 został mianowany ojcem duchownym kapłanów. Na lata 1992–2002 przypada okres kiedy sprawował funkcję wikariusza generalnego diecezji. Wśród wielu posług, które wypełniał wymienić należy: funkcja egzorcysty diecezjalnego, protonotariusza diecezjalnego (infułata), diecezjalnego duszpasterza chorych, współzałożyciela i opiekuna duchowego Dzieła Nieustannej Nowenny Uczniów Chrystusa. W 1993 roku został uhonorowany tytułem prałata honorowego Jego Świątobliwości, a w 1997 otrzymał tytuł protonotariusza apostolskiego – infułata.
Zmarł w swym mieszkaniu po długiej chorobie. Uroczystości pogrzebowe zasłużonego dla diecezji ełckiej kapłana odbyły się 10 grudnia 2011 roku i zgromadziły wielu kapłanów i wiernych z diecezji ełckiej i łomżyńskiej.